# The Whispers (banda)
The Whispers é um grupo norte-americano, formado no ano de 1964, em Los Angeles, na Califórnia. O grupo foi especialmente bem sucedido nos anos 70 e 80, durante o qual lançou muitos discos de sucessos, como And the Beat Goes On, Rock Steady, Tonight e Lady.

## Discografia
Álbuns de estúdio
- 1973: Planets of Life - Castle Records
- 1974: Bingo - Janus Records
- 1976: One for the Money - Soul Train
- 1976: The Whispers - Soul Train
- 1977: Open up Your Love - Soul Train
- 1978: Headlights - Solar Records
- 1979: Happy Holidays to You - CBS
- 1979: Whisper in Your Ear - Solar
- 1979: And The Beat Goes On
- 1980: The Whispers - Solar
- 1981: Imagination (en) - Solar
- 1981: Love Is Where You Find It - Sequel
- 1981: This Kind of Lovin' - Solar
- 1983: Love for Love - Capitol Records
- 1984: So Good - Solar
- 1985: Happy holidays to you - Solar
- 1987: Just Gets Better with Time - Solar
- 1989: Vintage Whispers - Solar
- 1990: More of the Night - Capitol
- 1990: In the Mood - Solar
- 1991: Somebody Loves You - Quicksilver
- 1993: Dr. Love - Quicksilver
- 1994: Beat Goes On - Unidisc
- 1994: Christmas Moments - Capitol
- 1995: Toast to the Ladies - Capitol
- 1996: The Whispers - Sequel
- 1997: Songbook, Vol. 1: The Songs of Babyface - Interscope Records
- 2006: For Your Ears Only
- 2009: Thankful